# 德克萨斯香蕉神
德克萨斯香蕉神是指一项于2008年8月在德克萨斯州上空发射一艘长300米的香蕉形飞艇的计划。但目前还尚不清楚这个计划是否是一个骗局。

## 简介
当时住在加拿大魁北克的阿根廷公共艺术家塞萨尔 · 萨埃斯(César Sáez)最初表示，他计划利用加拿大纳税人的资金来创作这个项目。但萨埃斯后来说，“对于项目是真是假的疑问，我蛮喜欢这种模棱两可的问题。”
加拿大联邦政府和魁北克省政府为该项目拨款总共148,000加元（约合140,000美元），后引发社会争议。
截至2010年，萨埃斯在拿到了这些政府拨款后就离开了加拿大，但政府两年内的拨款也并没有让这个项目产生一点实际的成效。 截至2010年4月21日，该计划仍被列为艺术家网站上的“当前计划中项目”。现在，这个网站已经并不存在了。